# Andy Schatz
Andy Schatz, né le 9 mars 1978, est un concepteur de jeux vidéo vivant à San Diego. Il commence à développer des jeux vidéo à un jeune âge et est diplômé de l'Amherst College. Après avoir obtenu son diplôme, il travaille pour diverses sociétés de développement de jeux vidéo, dont TKO Software, avant de fonder son propre studio indépendant Pocketwatch Games en 2004. Il échoue à rejoindre une école de commerce commence en conséquence à travailler sur des jeux qui le passionnent. Schatz publie quatre jeux vidéo avec Pocketwatch Games : Wildlife Tycoon: Venture Africa, Venture Arctic, Monaco: What's Yours Is Mine et Tooth and Tail. Le jeu Monaco 2 est encore en développement. Sa philosophie de conception consiste à s'inspirer de médias déjà existants, tels que des films, et à les transformer en jeu vidéo.

## Biographie

### Jeunesse et formation
Andy Schatz est né à San Diego. Son père est géophysicien, sa mère professeur de philosophie. À l'âge de quatre ans, Schatz reçoit un Commodore 64, ce qui déclenche son désir de développer des jeux vidéo. À l'âge de sept ans, il conçoit des jeux de labyrinthe en scripts BASIC. Au collège, il développe le code d'un jeu nommé Servants of Darkness, de type "Warlords -esque" pour le Commodore 64. En 1995, il commence à travailler sur Netplay, un portail web de jeux vidéo en ligne ; cela lui sert d'introduction à l'industrie du jeu vidéo. Il s'inscrit ensuite inscrit au Amherst College, où il obtient un diplôme en informatique et en beaux-arts,.

### Carrière

#### Début de carrière et TKO Software
Le premier emploi de Schatz après ses études est une société marketing viral, où il aide à créer une boule à neige virtuelle de Noël. Après son travail chez Netplay, il travaille sur sa première sortie commerciale chez Presto Studios, où il participe au développement de Star Trek : Hidden Evil (1999) en tant que créateur de niveau. Il quitte temporairement  Presto Studios puis y revient plus tard pour aider avec l'IA sur la version Xbox Live de Whacked! (2002). Après avoir quitté définitivement Presto Studios, Schatz déménage à Santa Cruz pour travailler pour TKO Software et, au début des années 2000, aide à développer Medal of Honor: Allied Assault Breakthrough (2003) et GoldenEye: Rogue Agent (2004), entre autres. À une époque où l'équipe de développement n'avait rien sur quoi travailler, Schatz propose un prototype d'un jeu sur lequel il avait travaillé décrit comme "un jeu de vol de maison" où les joueurs construiraient une maison et la défendraient, puis tenteraient de s'introduire dans d'autres domiciles des joueurs. Il a envoyé ce prototype à Microsoft, mais cela ne les intéressait pas.

#### 2004-2014: Création de Pocketwatch Games etMonaco

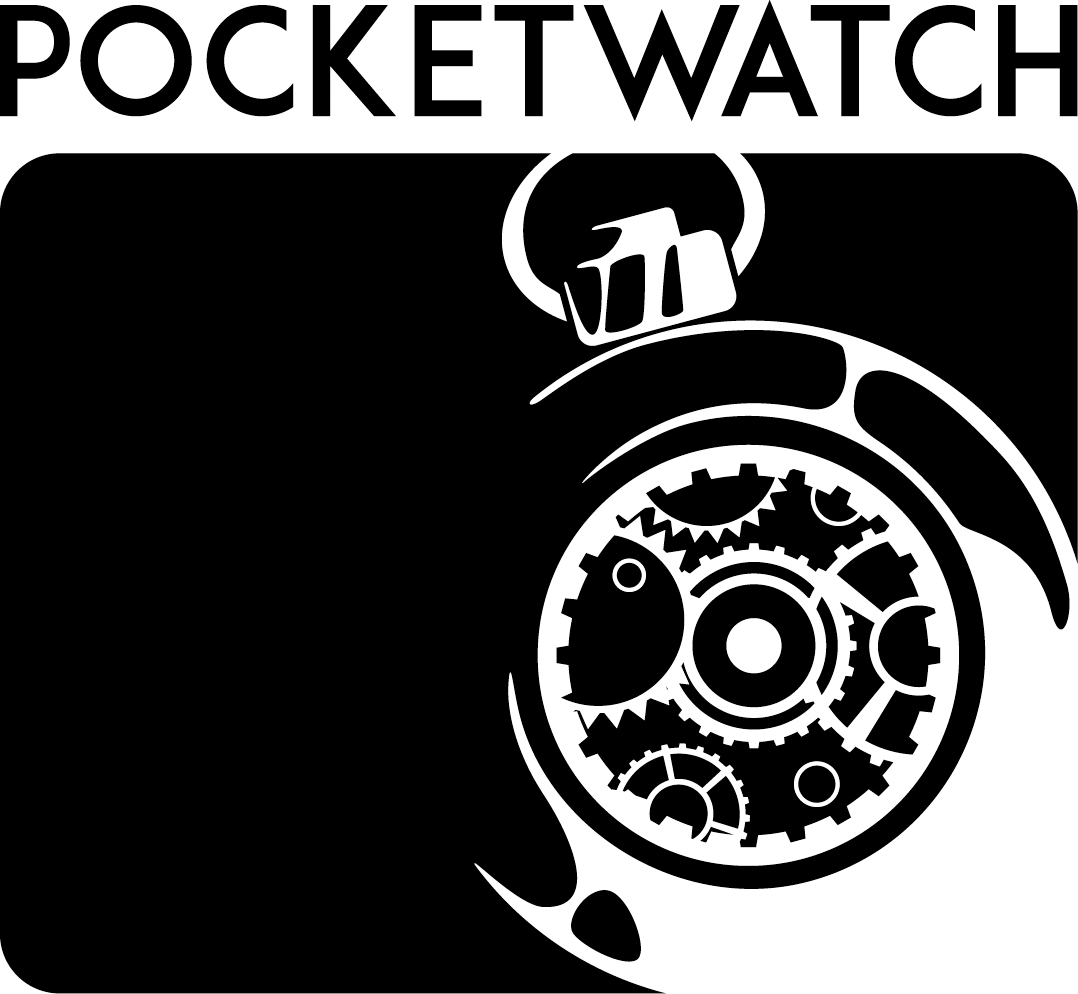
Logo pour Pocketwatch Games, le studio de jeux vidéo indépendant de Schatz

Schatz crée Pocketwatch Games, un studio indépendant de développement de jeux vidéo en tant qu'entreprise individuelle en décembre 2004, avant la fermeture de TKO en 2005.
Le premier jeu développé et publié par Schatz est Wildlife Tycoon: Venture Africa (2005), un jeu de magnat conçu pour plaire au même public que Zoo Tycoon (2001). Situé dans la nature sauvage africaine, le jeu s'est concentré sur un certain nombre de thèmes, notamment l'équilibre de l'écosystème, les relations entre les espèces et les cycles météorologiques. C'est un succès et il devient finaliste de l'Independent Games Festival (IGF), aidant Schatz à obtenir le budget pour la suite : Venture Arctic (2007). Alors que certains critiques le louent et qu'il remporte le prix du jeu de simulation de l'année de Gametunnel en 2007,, c'est un échec commercial.
Schatz est ensuite embauché par Jim Safka, cofondateur de Match.com, afin de développer un jeu flash pour Green.com. Ce contrat décline lentement et commencéeà travailler sur Venture Dinosauria. Il annule finalement le jeu avant sa date de sortie en 2009. Avec le recul, Schatz a déclaré qu'il n'avait pas trouvé "un moyen de le rendre à la fois amusant et ouvert, mais aussi une petite expérience autonome en même temps". Tout au long de cette période, Schatz veut faire passer Pocketwatch Games d'un studio à une entreprise et demande à s'inscrire dans diverses écoles de commerce. Il n'est jamais accepté, ce qu'il considère maintenant comme "la plus grande bénédiction de [sa] carrière".

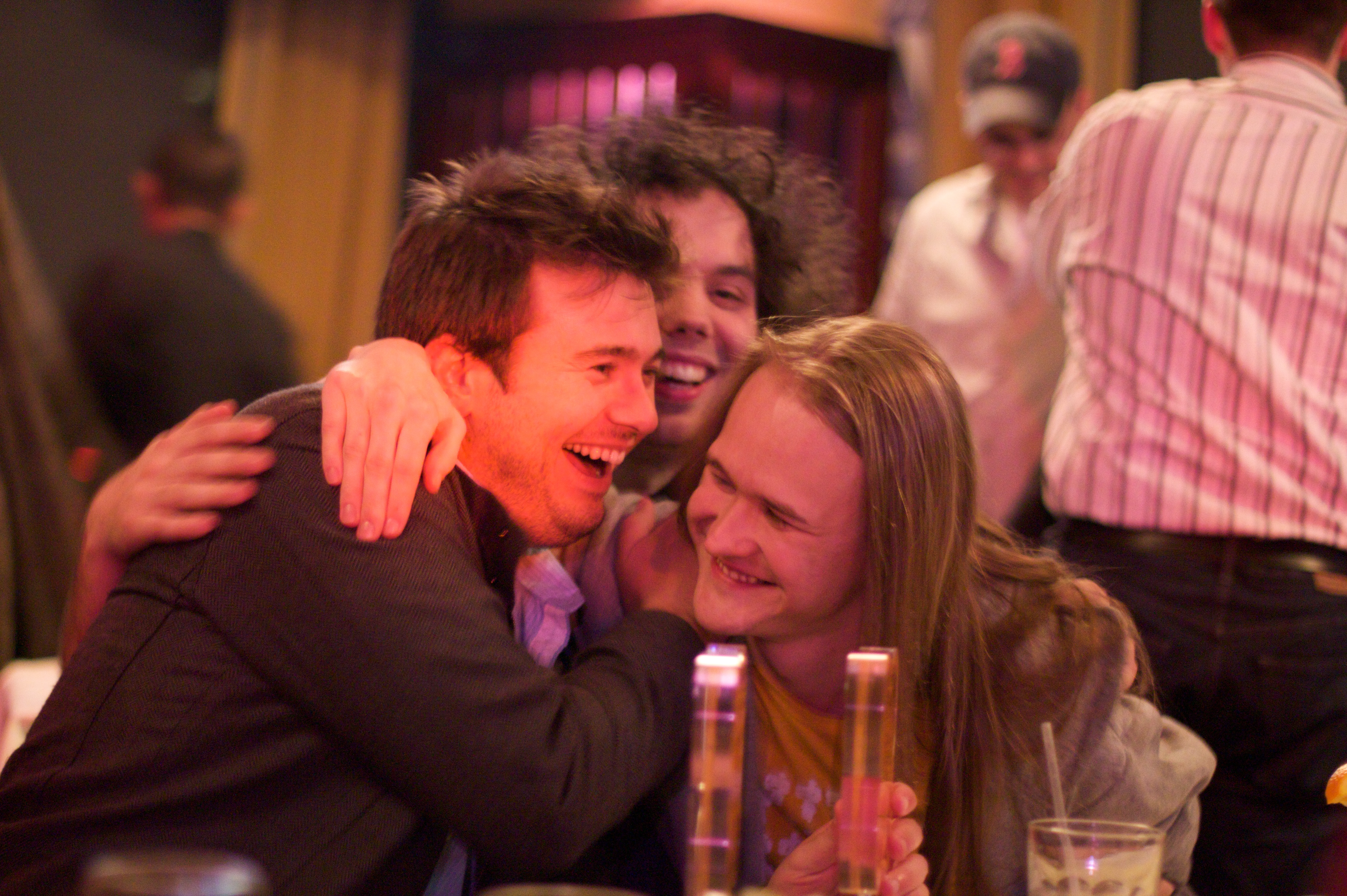
Andy Schatz et les précédents lauréats du Grand Prix Seumas McNally, Petri Purho et Erik Svedang, photographiés après le prix de Schatz en 2010

En 2009, Schatz, découragé après l'échec de Venture Dinosauria, commence à apprendre Microsoft XNA pour lui permettre de développer des jeux pour PC et Xbox 360. Ayant été rejeté par les écoles de commerce, il abandonne lentement cette idée et se concentre sur la création de "n'importe quel jeu [qui me passionne] en ce moment". En 2009, il manque d'argent et se donne une dernière chance avant d'obtenir "un emploi en entreprise". Il commence à coder un jeu inspiré de Hitman et d'autres jeux qui ressemblaient à Pac-Man sans les fantômes. C'est la base de Monaco: What's Yours Is Mine (2013) et en une semaine, Schatz ajoute des ennemis, une ambiance et des capacités.
Après quinze semaines de développement, il obtient un prototype qui remporte deux prix IGF 2010 - le Grand Prix Seumas McNally et le prix Excellence in Design. Le jeu étant toujours inachevé, ces récompenses permettent à Schatz de continuer à travailler sur le jeu. Alors qu'il avait initialement prévu de sortir le jeu sur le marché Xbox Live Indie Games (XBLIG), il change d'avis.

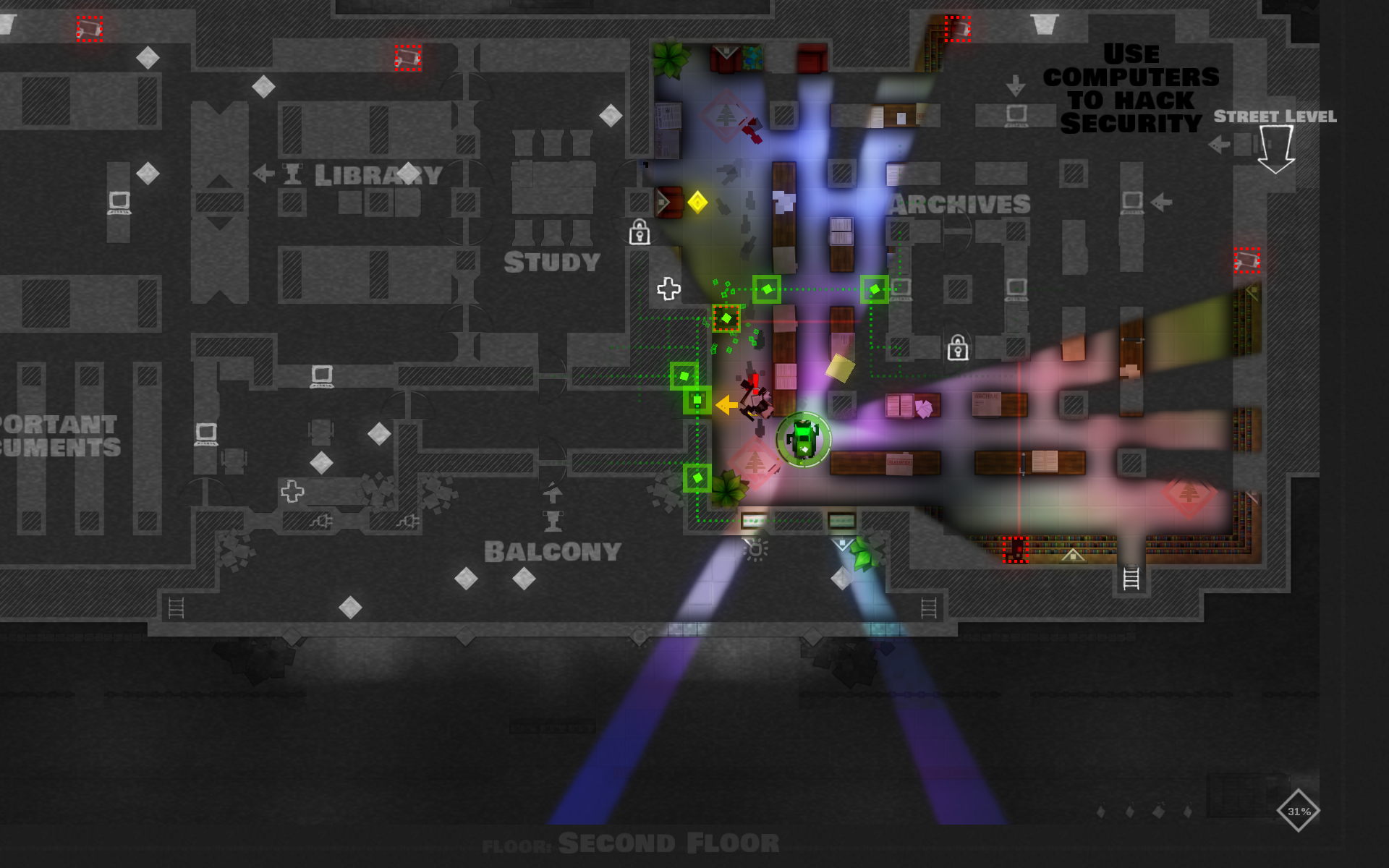
Capture d'écran de Monaco: What's Yours Is Mine.

Peu de temps après, Valve (la société derrière Steam) et Schatz commence à discuter de l'idée de vendre le jeu sur Steam. Avant cela, il avait contacté Microsoft pour discuter de la vente du jeu sur Xbox Live Arcade (XBLA). L'idée de Schatz est rejetée par Microsoft parce qu'ils ne pensent pas que le jeu sera un succès. Microsoft lui donne une autre chance, et avec un "prêt sans risque" de 100 000 $ de l'Indie Fund, il continue à travailler sur le jeu. En 2011, Microsoft rejette de nouveau le jeu. À peu près au même moment, des pirates compromettent les bases de données du PlayStation Network, mettant fin aux plans de Schatz de porter le jeu sur PlayStation 3. C'est à cette époque qu'il rencontre Andy Nguyen, né à San Diego. Nguyen s'intéresse à Monaco: What's Yours Is Mine grâce aux distinctions qu'il a reçues et envoie à Schatz un e-mail d'appel lui demandant s'il avait besoin "d'un bêta-testeur à distance de marche". Parce que Schatz cherche de plus en plus à obtenir des commentaires, il embauche Nguyen. Sa contribution réaffirmé le de désir Schatz de travailler sur Monaco. Il s'associe ensuite à Majesco Entertainment pour faire sortir le jeu sur XBLA.
Schatz rencontre le compositeur Austin Wintory lors du développement de Monaco. Au départ, Schatz utilise  de la musique sous licence avec un "style de piano comme dans le cinéma muet". Il contacte Wintory et propose de remplacer une partie de la musique sous licence par de la musique originale. Ils commencent à en discuter plus en profondeur car Schatz connaît le travail de Wintory sur Flow and Journey pour Thatgamecompany. Wintory persuade finalement Schatz d'utiliser une bande sonore tout au long du jeu. Wintory explique dans une interview avec IndieGames.com que c'est Schatz qui a créé les prémisses de chaque partie de la bande originale de Monaco. Schatz présente une idée à Wintory et ce dernier compose ensuite pour lui.

#### 2014-:Tooth and TailpuisMonaco 2

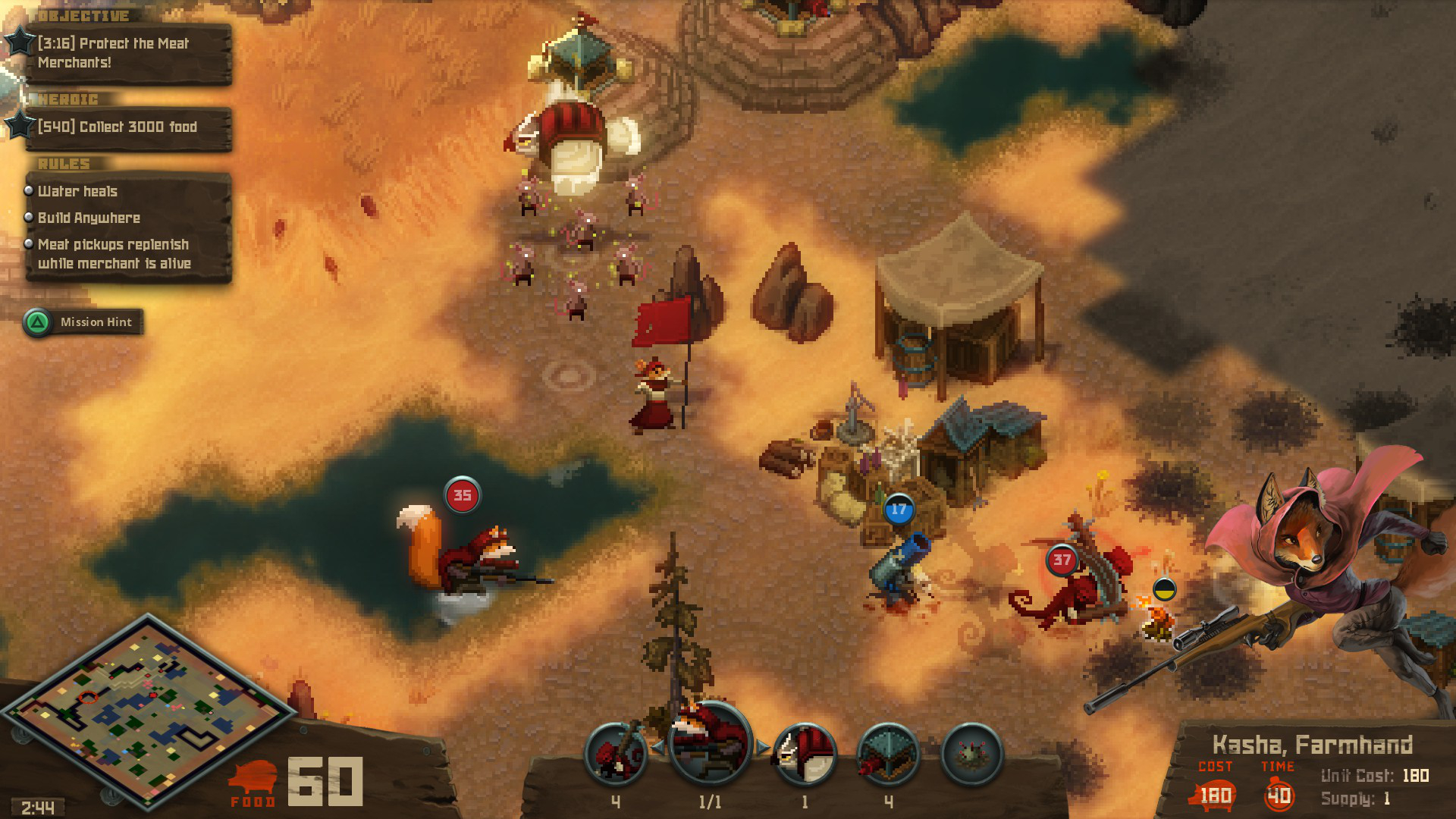
Capture d'écran de Tooth and Tail.

Après avoir publié le pack de contenu final pour Monaco, le développement de Tooth and Tail (2017) commence en mars 2014. La prémisse repose vaguement sur un design de jeu que Schatz et son colocataire d'université Tom Wexler avaient développé : Dino Drop,. Le jeu portait à l'origine le nom de code Armada et était conçu pour être compatible avec les manettes de jeu, car Schatz pensait qu'il n'y avait pas eu de "bons" jeux de stratégie en temps réel (RTS) qui les utilisaient. Au cours du développement, Schatz note qu'il désirait qu'Armada agisse de la même manière que Monaco. Il reprend ainsi le système de contrôle et le contraint "afin de rendre l'interaction physique réelle facile à saisir sans limiter la complexité du jeu lui-même". Lors de la Game Developers Conference, Schatz demande à plusieurs personnes leur avis et reçoit des commentaires positifs.
Le titre est changé en Lead to Fire,. Au cours de cette étape de son développement, l'équipe s'inspire de la stratégie de conception de Blizzard Entertainment dans sa capacité à simplifier les mécanismes complexes. À peu près au même moment, le développement du jeu commence à être diffusé sur Twitch. Schatz l'appele un "PAX miniature", une façon de discuter du développement avec les fans. Les développeurs changent ensuite le titre en Tooth and Tail environ un an plus tard. Ce titre fait référence au tooth-to-tail ratio (en), un concept militaire sur le rapport entre les unités de combat et de support. Le style artistique se précise également à peu près au même moment, certains le comparant à une version modernisée du pixel art des années 1990. Schatz écrit que, comme pour SpyParty, "le jeu devrait avoir l'air complètement merdique jusqu'à ce qu'il soit absolument incroyable". Wintory compose la bande originale de Tooth and Tail.
En mars 2022, Monaco 2 est annoncé. Schatz note que le jeu comporterait des graphismes 3D, par opposition à la vue en 2D de haut de Monaco, ainsi que des niveaux créés par génération procédurale. Monaco 2 conservera les dimensions d'infiltration et de braquage, bien aucune date de sortie n'ait été établie.

### Vie privée
Schatz vit avec sa femme, Tierney Schatz, à San Diego.

## Philosophie de développement

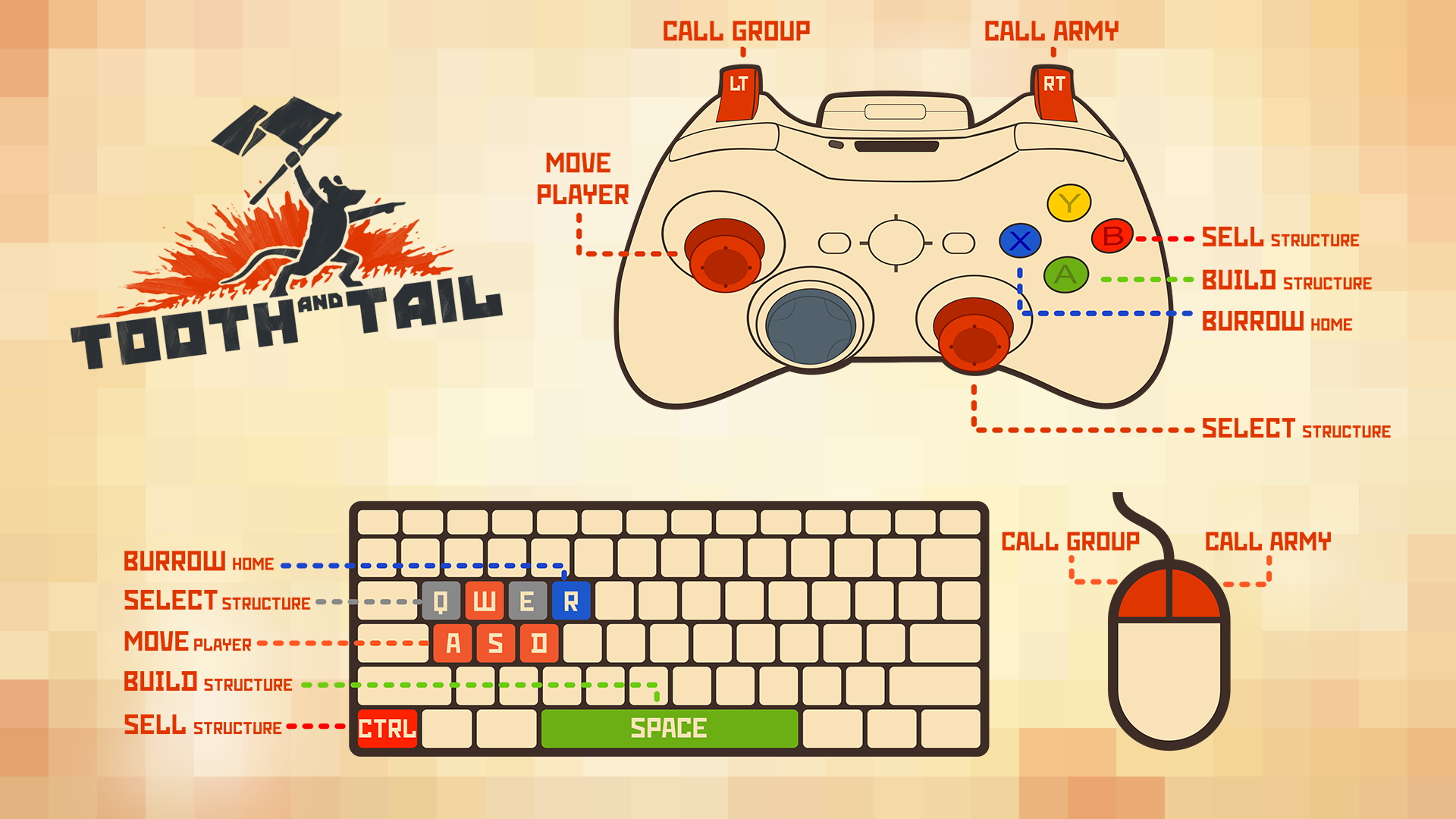
Commandes de Tooth and Tail, un exemple de la volonté de Schatz de créer des jeux avec des commandes semi-simplistes.

Lors de la conception de jeux vidéo, Schatz dit préférer s'inspirer de concepts extérieurs, tels que des films et des événements réels, avant de les adapter au monde du jeu vidéo. Cela a été largement utilisé pendant le développement de Monaco, car le jeu a été considérablement influencé par le film de casse de 1960 L'Inconnu de Las Vegas (ou Ocean's 11),. Cela se voit également dans l'intrigue de Tooth and Tail, celle-ci se déroulant pendant la Révolution russe.
Schatz essaie également de rendre les commandes de chaque jeu vidéo intuitives pour permettre au joueur de s'immerger davantage dans le gameplay. Il mentionne Geometry Wars comme étant l'un des jeux qui a inspiré cette philosophie de conception, affirmant qu'il n'avait « jamais joué à un jeu avec de meilleurs contrôles. » Les commandes de Monaco et de Tooth and Tail sont "directement inspirées par la simplicité" de celles de Geometry Wars[réf. souhaitée]. Schatz conçoit ainsi des jeux qui ont l'air « simples à première vue mais qui sont pilotés par une machinerie complexe ».

## Jeux développés
| Jeu                             | Date de sortie    | Plateformes                                    | Références |
| ------------------------------- | ----------------- | ---------------------------------------------- | ---------- |
| Wildlife Tycoon: Venture Africa | Octobre 2005      | Microsoft Windows, macOS                       | [ 8 ]      |
| Venture Arctic                  | 2007              | Microsoft Windows, macOS                       | [ 1 ]      |
| Venture Dinosauria              | Annulé            | Annulé                                         | [ 8 ]      |
| Monaco: What's Yours Is Mine    | 2013              | Microsoft Windows, macOS, Linux, Xbox 360      | [ 11 ]     |
| Tooth and Tail                  | 12 septembre 2017 | Microsoft Windows, macOS, Linux, PlayStation 4 | [ 25 ]     |
| Monaco 2                        | À venir           | À venir                                        | [ 20 ]     |